# Bolesław Gleichgewicht
Bolesław Gleichgewicht (ur. 30 kwietnia 1919 w Warszawie, zm. 26 września 2019 we Wrocławiu) – polski matematyk i polityk, doktor nauk matematycznych, działacz opozycji demokratycznej w PRL. Szachista pierwszej kategorii szachowej.

## Życiorys
Syn Adama i Marii. W 1937 ukończył Gimnazjum im. Mikołaja Reja w Warszawie. W latach 1937–1939 studiował fizykę na Uniwersytecie Warszawskim, gdzie z powodu żydowskiego pochodzenia został brutalnie pobity przez bojówkę ONR.
Po agresji III Rzeszy i ZSRR na Polskę, w listopadzie 1939 uciekając przed Niemcami przekroczył linię demarkacyjną niemiecko-sowiecką i przeszedł na teren okupacji sowieckiej w okolicach Szepietowa. Po krótkim pobycie we Lwowie udał się na Wołyń, w latach 1940–1941 był pracownikiem budowlanym, następnie nauczycielem w wiejskiej szkole powszechnej. Po ataku Niemiec na ZSRR zdołał ewakuować się na wschód. 1 września 1941 zmobilizowany do batalionu pracy, następnie po krótkim osadzeniu w łagrze od maja 1942 w Armii Czerwonej, w której służył do 1945.
Po wojnie studiował matematykę na Uniwersytecie w Odessie, którą ukończył w 1950. W latach 1946–1956 był członkiem Wszechzwiązkowej Komunistycznej Partii (bolszewików) i Komunistycznej Partii Związku Radzieckiego. Swoją historię okresu wojny zawarł w autobiograficznych wspomnieniach.
W 1956 udało mu się, w ramach repatriacji, wrócić po 17 latach do Polski. W latach 1956–1982 był pracownikiem naukowym w Instytucie Matematyki Uniwersytetu Wrocławskiego, gdzie w 1961 uzyskał stopień doktora matematyki na podstawie rozprawy „O pewnej klasie algebr nieasocjatywnych”. Jego promotorem był profesor Stanisław Hartman. Od 1983 do 1984 pracownik Instytutu Matematycznego Polskiej Akademii Nauk we Wrocławiu. Jego dorobek publikacyjny jest w zakresie matematyki odnotowano w bazach prac matematycznych.
W czerwcu 1977 został sygnatariuszem petycji wrocławskich naukowców w obronie aresztowanych członków i współpracowników Komitetu Obrony Robotników. W styczniu 1978 sygnatariusz deklaracji założycielskiej Towarzystwa Kursów Naukowych. Od 1979 do 1980 uczestnik nieformalnych spotkań opozycji wrocławskiej, tzw. Rady Jedności.
Od 1980 należał do Niezależnego Samorządnego Związku Zawodowego „Solidarność”, współorganizator jej struktur w Wałbrzychu, następnie doradca tamtejszego MKZ. Członek Prezydium i wiceprzewodniczący „Solidarności” na UWr. W 1981 członek wrocławskiego Komitetu Porozumiewawczego Stowarzyszeń Twórczych i Towarzystw Naukowych. Po wprowadzeniu stanu wojennego był współorganizatorem strajku na UWr. Następnie w ukryciu, po aresztowaniu Ludwika Turki do marca 1982 przewodniczący TKZ na UWr. Poszukiwany listem gończym, w sierpniu 1982 zwolniony dyscyplinarnie z pracy. 22 kwietnia 1983 skazany wyrokiem Sądu Wojewódzkiego we Wrocławiu na 1 rok więzienia w zawieszeniu na 3 lata (wyrok został uchylony w 1993 r.). Od 1985 współzarządzał zakonspirowanym Polskim Funduszem Praworządności wspierającym represjonowanych, od 1986 do 1989 członek Komisji Interwencji i Praworządności. W latach 1977–1978 rozpracowywany przez Wydział III Komendy Wojewódzkiej Milicji Obywatelskiej we Wrocławiu.
Po 1990 należał do Ruchu Obywatelskiego Akcji Demokratycznej (był uczestnikiem I Krajowego Zjazdu partii), Unii Demokratycznej (przewodniczył komisji rewizyjnej tej partii) i Unii Wolności. W 2016 przystąpił do stowarzyszenia Europejscy Demokraci.
Został pochowany na Cmentarzu Świętej Rodziny we Wrocławiu.

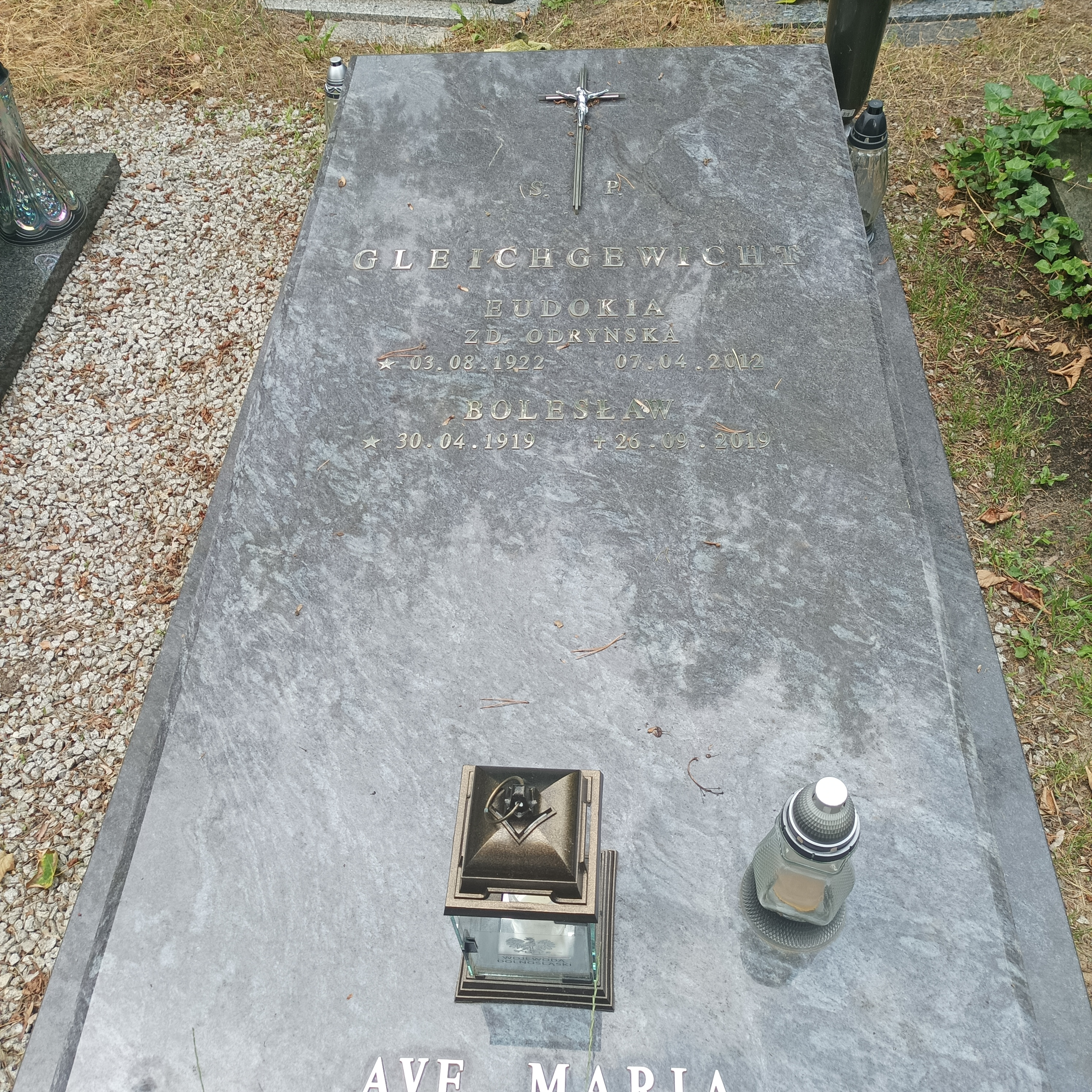
Grób Bolesława Gleichgewichta na Cmentarzu Świętej Rodziny

## Życie prywatne
Pasjonował się szachami i uczestniczył w turniejach szachowych. Ojciec Aleksandra Gleichgewichta.

## Nagrody i odznaczenia
- Krzyż Kawalerski Orderu Odrodzenia Polski (1993)[21]
- Krzyż Komandorski Orderu Odrodzenia Polski (1999)[22]
- Złoty Krzyż Zasługi[8]
- Medal „Za obronę Kaukazu” (ZSRR, 1945)[23]
- Medal „Za zwycięstwo nad Niemcami w Wielkiej Wojnie Ojczyźnianej 1941–1945” (ZSRR, 1946)[8][24]
- Złota Odznaka Honorowa Wrocławia (2019)[25]
- Nagrody im. Samuela Dicksteina (1989)[26]

## Publikacje
- Algebra. Podręcznik dla kierunków nauczycielskich studiów matematycznych, Wydawnictwo Naukowe PWN, Warszawa 1983, wydanie III, s. 35–37, ISBN 83-01-03903-5.
- Arytmetyczne zadania tekstowe dla nauczycieli klas 1–4, Wydawnictwa Szkolne i Pedagogiczne, Warszawa 1988, ISBN 83-02-03483-5.
- Algebra, seria: „Matematyka dla Studentów Uniwersytetów”, Wydawnictwo „GiS”, Wrocław 2004, Wydanie 2, ISBN 83-89020-35-1.
- Elementy algebry abstrakcyjnej, seria: „Biblioteczka Matematyczna WSiP”, tom 24, wydanie 3, Wydawnictwa Szkolne i Pedagogiczne, Warszawa 1974.
- Zapiski szpiona pijanicy wydane jako Widziane z oddali[27], Wydawnictwo Dolnośląskie, Wrocław 1993, ISBN 83-7023-264-7 wersja elektroniczna. Wydanie całości w 2019 przez PTM[9][10][11]